# Spazio di Schwartz
In matematica, lo spazio di Schwartz o spazio delle funzioni a decrescenza rapida è lo spazio funzionale delle funzioni lisce le cui derivate così come le funzioni stesse, decrescono più velocemente di qualsiasi potenza di 1/x. Prende il nome del matematico Laurent Schwartz.
Indicato con {\displaystyle {\mathcal {S}}}, è caratterizzato dall'importante fatto che su di esso la trasformata di Fourier è un automorfismo.  Grazie a questa proprietà, si può estendere la trasformata di Fourier allo spazio duale di {\displaystyle {\mathcal {S}}}, che è lo spazio delle distribuzioni temperate. 

## Definizione
Data una funzione {\displaystyle f:\mathbb {R} ^{n}\to \mathbb {C} }, si definisca:
{\displaystyle \|f\|_{\alpha ,\beta }=\sup _{x\in \mathbf {R} ^{n}}|x^{\alpha }D^{\beta }f(x)|}
dove {\displaystyle \alpha } e {\displaystyle \beta } sono multiindici, e:
{\displaystyle D^{\beta }={\frac {\partial ^{|\beta |}}{\partial x_{1}^{\beta _{1}}\cdots \partial x_{n}^{\beta _{n}}}}}
Lo spazio di Schwartz {\displaystyle {\mathcal {S}}} su {\displaystyle \Omega } è lo spazio funzionale:
{\displaystyle {\mathcal {S}}\left(\Omega \right)=\{f\in C^{\infty }(\Omega )\mid \|f\|_{\alpha ,\beta }<\infty \quad \forall \,\alpha ,\beta \}}
dove {\displaystyle C^{\infty }(\Omega )} è lo spazio delle funzioni con tutte le derivate continue da {\displaystyle \Omega } a {\displaystyle \mathbb {C} }. Su {\displaystyle {\mathcal {S}}} consideriamo la topologia di spazio localmente convesso generato dalle seminorme {\displaystyle \|\cdot \|_{\alpha ,\beta }}.
Ad esempio, se i è un multiindice e {\displaystyle a} è un numero reale positivo, allora {\displaystyle x^{i}e^{-ax^{2}}} appartiene allo spazio di Schwartz. Anche ogni funzione {\displaystyle C^{\infty }} con supporto compatto appartiene a {\displaystyle {\mathcal {S}}}. Questo è evidente per la continuità di ogni derivata, quindi {\displaystyle (x^{\alpha }D^{\beta })f} ha un massimo in {\displaystyle \mathbb {R} ^{n}}.
Lo spazio duale {\displaystyle {\mathcal {S}}'} di {\displaystyle {\mathcal {S}}} è lo spazio delle distribuzioni temperate.

## Proprietà
- {\displaystyle {\mathcal {S}}} è uno spazio vettoriale complesso, cioè chiuso rispetto a somma e moltiplicazione per scalari complessi.

- Usando la regola di Leibniz, segue che {\displaystyle {\mathcal {S}}} è chiuso anche sotto moltiplicazione; se {\displaystyle f,g\in {\mathcal {S}}}, allora {\displaystyle f\cdot g:x\mapsto f(x)g(x)} appartiene ancora a {\displaystyle {\mathcal {S}}}.

- Per ogni {\displaystyle 1\leq p\leq \infty }, si ha che {\displaystyle {\mathcal {S}}\subset L^{p},} dove {\displaystyle L^{p}(\mathbb {R} ^{n})} rappresenta lo spazio Lp su {\displaystyle \mathbb {R} ^{n}}. Le funzioni in {\displaystyle {\mathcal {S}}} sono anche funzioni limitate.

- La trasformata di Fourier è un isomorfismo lineare {\displaystyle {\mathcal {S}}\to {\mathcal {S}}}.[2]

- Lo spazio di Schwartz è completo.

- {\displaystyle {\mathcal {S}}} è denso in {\displaystyle L^{2},} perché per esempio la base hilbertiana di {\displaystyle L^{2},} {\displaystyle H_{n}(x)e^{-x^{2}/2}} con {\displaystyle H_{n}} i polinomi di Hermite appartiene a {\displaystyle {\mathcal {S}}}.
- Lo spazio delle funzioni di test è contenuto in {\displaystyle {\mathcal {S}}}.